# Superpuchar Serbii w piłce siatkowej mężczyzn
Superpuchar Serbii w piłce siatkowej mężczyzn (serb. Супер Куп Србије у одбојци за мушкарце, Super Kup Srbije u odbojci za muškarce) – cykliczne rozgrywki w piłce siatkowej organizowane corocznie przez Serbski Związek Piłki Siatkowej (Odbojkaški savez Srbije), w których rywalizują ze sobą mistrz i zdobywca Pucharu Serbii. 
Rozgrywki o siatkarski Superpuchar Serbii rozgrywane są od 2011 roku. Pierwszym zwycięzcą tych rozgrywek został klub Crvena zvezda Belgrad.

## Historia

### Superpuchar 2011
Pierwszy mecz o Superpuchar Serbii odbył się 4 października 2011 roku w Centrum Kultury i Sportu "Šumice" w Belgradzie. Zmierzyły się w nim dwa kluby: mistrz Serbii w sezonie 2010/2011 – Partizan Termoelektro Belgrad oraz zdobywca Pucharu Serbii w tym sezonie – Crvena zvezda Belgrad.
Mecz zakończył się zwycięstwem Crvenej zvezdy po pięciosetowym pojedynku. Najlepiej punktującym graczem spotkania był zawodnik Partizana – Czarnogórzec Aleksandar Minić. Po stronie Crvenej zvezdy najwięcej punktów zdobył Dušan Petković. Mecz z trybun oglądało około 600 widzów.

### Superpuchar 2012
Drugi mecz o Superpuchar Serbii zorgniazowany został 4 października 2012 roku. Dzień ten ogłoszono "Dniem Siatkówki" ("Dan odbojke"). Spotkanie ponownie odbyło się w Centrum Kultury i Sportu "Šumice" w Belgradzie przy udziale około 500 widzów. Wzięły w nim udział dwa kluby: mistrz Serbii w sezonie 2011/2012 – Crvena zvezda Belgrad oraz zdobywca Pucharu Serbii w tym sezonie – Vojvodina NS seme Nowy Sad.
Po raz drugi z rzędu Superpuchar Serbii zdobyła Crvena zvezda, która w trzech setach pokonała drużynę z Nowego Sadu. Najlepiej punktującym zawodnikiem spotkania był Mihajlo Stanković z Vojvodiny. W zespole Crvenej zvezdy najwięcej punktów zdobył Dušan Petković.

### Superpuchar 2013
Trzeci mecz o Superpuchar Serbii miał miejsce 17 października 2013 roku w Centrum Kultury i Sportu "Šumice" w Belgradzie. Zmierzyły się w nim dwa kluby: mistrz i zdobywca Pucharu Serbii w sezonie 2012/2013 – Crvena zvezda Belgrad oraz finalista Pucharu Serbii w tym sezonie – Radnički Kragujevac.
Po pięciosetowym spotkaniu trzeci raz z rzędu Superpuchar Serbii zdobyła Crvena zvezda. Najlepiej punktującym zawodnikiem po stronie drużyny z Belgradu był Dušan Petković, natomiast w zespole z Kragujevaca – Uglješa Ilić. Liczba widzów wyniosła około 250 osób.
Przed meczem uhonorowaniu zostali członkowie reprezentacji Serbii U-23, która na mistrzostwach świata zajęła drugie miejsce.

### Superpuchar 2014
Czwarty mecz o Superpuchar Serbii odbył się 15 października 2014 roku w hali sportowej w Kraljevie w obecności około 800 widzów. Wzięły w nim udział dwa kluby: mistrz i zdobywca Pucharu Serbii w sezonie 2013/2014 – Crvena zvezda Belgrad oraz finalista Pucharu Serbii w tym sezonie – Ribnica Kraljevo.
Spotkanie zakończyło się zwycięstwem Crvenej zvezdy w trzech setach. Tym samym drużyna z Belgradu zdobyła czwarty z rzędu Superpuchar Serbii. Najwięcej punktów zdobył zawodnik Crvenej zvezdy – Filip Stoilović. Najlepiej punktującym w zespole z Kraljeva był Stefan Okošanović.

### Superpuchar 2015
Piąty mecz o Superpuchar Serbii odbył się 20 października 2015 roku w Centrum sportowo-biznesowym Vojvodina (Sportski i poslovni centar Vojvodina) w Nowym Sadzie. Wzięły w nim udział dwa kluby: mistrz Serbii w sezonie 2014/2015 – Crvena zvezda Belgrad oraz zdobywca Pucharu Serbii w tym sezonie – Vojvodina NS seme Nowy Sad.
W czterosetowym spotkaniu zwyciężyła Vojvodina NS seme Nowy Sad, zdobywając pierwszy w historii klubu Superpuchar Serbii. Przerwała tym samym serię czterech kolejnych triumfów Crvenej zvezdy. Najlepiej punktującym był Czarnogórzec Aleksandar Minić reprezentujący klub z Nowego Sadu. Najwięcej punktów w drużynie z Belgradu zdobył natomiast Nemanja Jakovljević. W hali mecz oglądało około 500 widzów.

### Superpuchar 2016
Szósty mecz o Superpuchar Serbii odbył się 6 października 2016 roku w centrum sportowym w Požarevacu. Wzięły w nim udział dwa kluby: mistrz i zdobywca Pucharu Serbii w sezonie 2015/2016 – Crvena zvezda Belgrad oraz finalista Pucharu Serbii w tym sezonie – Mladi Radnik Požarevac.
Po raz piąty zdobywcą Superpucharu Serbii została Crvena zvezda, pokonując drużynę z Požarevaca w pięciosetowym pojedynku. Najlepszym punktującym spotkania został zawodnik Crvenej zvezdy – Aleksandar Blagojević, natomiast w drużynie gospodarzy najwięcej punktów zdobył Ivica Jevtić. Mecz rozegrany był w obecności około 3000 widzów.

### Superpuchar 2017
Siódmy mecz o Superpuchar Serbii został rozegrany 12 października 2017 roku w hali sportowej Pendik w Novim Pazarze w obecności około 700 widzów. Wzięły w nim udział dwa kluby: mistrz Serbii w sezonie 2016/2017 – Vojvodina NS seme Nowy Sad oraz zdobywca Pucharu Serbii w tym sezonie – Novi Pazar.
Po raz pierwszy Superpuchar Serbii zdobył Novi Pazar, wygrywając spotkanie w czterech setach. Najwięcej punktów zdobył Czarnogórzec Marko Vukašinović z drużyny gospodarzy. W zespole Vojvodiny NS Seme Nowy Sad najlepszymi punktującymi byli: Miran Kujundžić i David Mehić (po 15 punktów).

### Superpuchar 2018
Ósmy mecz o Superpuchar Serbii miał miejsce 2 października 2018 roku w hali sportowej Pendik w Novim Pazarze. Ponownie spotkały się te same kluby co przed rokiem: Vojvodina NS seme Nowy Sad jako mistrz Serbii w sezonie 2017/2018 oraz Novi Pazar jako zdobywca Pucharu Serbii w tym sezonie.
Po raz drugi z rzędu w czterech setach lepsza okazała się drużyna z Novego Pazaru, zdobywając drugi Superpuchar Serbii. Najwięcej punktów zdobyli Serb Aleksandar Blagojević grający w Novi Pazar oraz Ukrainiec Dmytro Wijecki z Vojvodiny NS seme Nowy Sad. W hali sportowej Pendik mecz oglądało około 600 widzów.

### Superpuchar 2019
Dziewiąty mecz o Superpuchar Serbii odbył się 3 października 2019 roku w SPC Vojvodina w Nowym Sadzie. Wzięły w nim udział dwa kluby: mistrz Serbii w sezonie 2018/2019 – Vojvodina NS seme Nowy Sad oraz zdobywca Pucharu Serbii w tym sezonie – Crvena zvezda Belgrad.
W czterosetowym spotkaniu zwyciężyła Vojvodina NS seme Nowy Sad, zdobywając swój drugi Superpuchar Serbii. Najlepiej punktującymi graczami byli: Pavle Perić z drużyny z Nowego Sadu, który zdobył 19 punktów oraz Lazar Dodić i Milutin Nejić z Crvenej zvezdy. Obaj zdobyli po 16 punktów. Liczba widzów wyniosła około 1200 osób.

### Superpuchar 2020
Dziesiąty mecz o Superpuchar Serbii odbył się 23 września 2020 roku w SPC Vojvodina w Nowym Sadzie. Wzięły w nim udział dwa kluby: mistrz i zdobywca Pucharu Serbii w sezonie 2019/2020 – Vojvodina NS seme Nowy Sad oraz finalista Pucharu Serbii w tym sezonie – Partizan Soccer Belgrad. Ze względu na obostrzenia wprowadzone w związku z pandemią COVID-19 spotkanie odbyło się bez udziału publiczności.
Po raz trzeci, w tym drugi raz z rzędu, Superpuchar Serbii zdobyła Vojvodina NS seme Nowy Sad, zwyciężając w czterech setach. Najlepiej punktującym graczem był zawodnik Partizana Lazar Marinović. Po stronie drużyny z Nowego Sadu najwięcej punktów zdobył Aleksandar Blagojević.

### Superpuchar 2021
Jedenasty mecz o Superpuchar Serbii został rozegrany 5 października 2021 roku w nowej hali sportowej w Kraljevie w obecności około 3500 widzów. Wzięły w nim udział dwa kluby: mistrz Serbii w sezonie 2020/2021 – Vojvodina NS seme Nowy Sad oraz zdobywca Pucharu Serbii w tym sezonie – Ribnica Kraljevo.
Po raz czwarty, w tym trzeci z rzędu, Superpuchar Serbii zdobyła Vojvodina NS seme Nowy Sad. Najlepiej punktującymi graczami byli: Bułgar Radosław Parapunow z Vojvodiny oraz Božidar Vučićević z Ribnicy.

### Superpuchar 2022
Dwunasta edycja Superpucharu Serbii odbyła się 11 października 2022 roku w małej hali SPC Vojvodina w Nowym Sadzie. W meczu uczestniczyli mistrz Serbii w sezonie 2021/2022 – Vojvodina Nowy Sad oraz zdobywca Pucharu Serbii 2022 – Partizan Efbet Belgrad.
Po raz drugi Superpuchar zdobył Partizan Efbet Belgrad, wygrywając spotkanie w czterech setach. Najlepiej punktującymi graczami byli Milija Mrdak i Luka Tadić z Partizana (zdobyli po 20 punktów) oraz Petar Krsmanović z Vojvodiny (z dorobkiem 17 punktów). Mecz na trybunach oglądało około 700 widzów.

### Superpuchar 2023
Trzynasty mecz o Superpuchar Serbii rozegrany został 12 października 2023 roku w hali sportowej w Kruševacu w obecności około dwóch tysięcy widzów. W meczu uczestniczyli mistrz i zdobywca Pucharu Serbii w sezonie 2022/2023 – Partizan Efbet Belgrad oraz finalista Pucharu Serbii 2023 – Vojvodina Nowy Sad.
Po raz piąty Superpuchar zdobyła Vojvodina Nowy Sad, wygrywając spotkanie w czterech setach. Tym samym zrównała się pod względem liczby zdobytych superpucharów z Crveną zvezdą. Najlepiej punktującymi graczami byli Luka Stanković z Vojvodiny (zdobył 22 punkty) oraz Milija Mrdak z Partizana (z dorobkiem 19 punktów).

### Superpuchar 2024
Czternasta edycja Superpucharu Serbii odbyła się 28 września 2024 roku w hali sportowej w Smederevie. Mistrz Serbii w sezonie 2023/2024 – Crvena zvezda Belgrad – pokonał w pięciu setach zdobywcę Pucharu Serbii – Vojvodinę Mozzart Nowy Sad. Był to szósty superpuchar zdobyty przez Crvenę. W spotkaniu najlepiej punktowali Aleksandar Stefanović (24 pkt) i Aleksandar Gmitrović (22 pkt).

## Triumfatorzy
| Edycja | Data       | Miejsce spotkania                         | 1. miejsce                                                    | 2. miejsce                                                | Wynik spotkania                         |
| ------ | ---------- | ----------------------------------------- | ------------------------------------------------------------- | --------------------------------------------------------- | --------------------------------------- |
| 1      | 4.10.2011  | Centar za kulturu i sport Šumice, Belgrad | Crvena zvezda Belgrad (Zdobywca Pucharu Serbii)               | Partizan Termoelektro Belgrad (Mistrz Serbii)             | 3:2 (25:17, 23:25, 25:21, 14:25, 21:19) |
| 2      | 4.10.2012  | Centar za kulturu i sport Šumice, Belgrad | Crvena zvezda Belgrad (Mistrz Serbii)                         | Vojvodina NS seme Nowy Sad (Zdobywca Pucharu Serbii)      | 3:0 (25:16, 25:22, 25:20)               |
| 3      | 17.10.2013 | Centar za kulturu i sport Šumice, Belgrad | Crvena zvezda Belgrad (Mistrz i zdobywca Pucharu Serbii)      | Radnički Kragujevac (Finalista Pucharu Serbii)            | 3:2 (25:21, 25:23, 21:25, 21:25, 15:7)  |
| 4      | 15.10.2014 | Hala sportova, Kraljevo                   | Crvena zvezda Belgrad (Mistrz i zdobywca Pucharu Serbii)      | Ribnica Kraljevo (Finalista Pucharu Serbii)               | 3:0 (25:17, 25:18, 25:17)               |
| 5      | 20.10.2015 | SPC Vojvodina, Nowy Sad                   | Vojvodina NS seme Nowy Sad (Zdobywca Pucharu Serbii)          | Crvena zvezda Belgrad (Mistrz Serbii)                     | 3:1 (18:25, 25:17, 25:19, 25:13)        |
| 6      | 6.10.2016  | Sportski centar Požarevac, Požarevac      | Crvena zvezda Belgrad (Mistrz i zdobywca Pucharu Serbii)      | Mladi Radnik Požarevac (Finalista Pucharu Serbii)         | 3:2 (25:16, 25:27, 25:14, 20:25, 15:12) |
| 7      | 12.10.2017 | Sportska dvorana Pendik, Novi Pazar       | Novi Pazar (Zdobywca Pucharu Serbii)                          | Vojvodina NS seme Nowy Sad (Mistrz Serbii)                | 3:1 (26:28, 25:21, 25:23, 25:21)        |
| 8      | 2.10.2018  | Sportska dvorana Pendik, Novi Pazar       | Novi Pazar (Zdobywca Pucharu Serbii)                          | Vojvodina NS seme Nowy Sad (Mistrz Serbii)                | 3:1 (26:24, 19:25, 25:22, 25:21)        |
| 9      | 3.10.2019  | SPC Vojvodina, Nowy Sad                   | Vojvodina NS seme Nowy Sad (Mistrz Serbii)                    | Crvena zvezda Belgrad (Zdobywca Pucharu Serbii)           | 3:1 (25:22, 25:16, 23:25, 25:23)        |
| 10     | 23.09.2020 | SPC Vojvodina, Nowy Sad                   | Vojvodina NS seme Nowy Sad (Mistrz i zdobywca Pucharu Serbii) | Partizan Soccer Belgrad (Finalista Pucharu Serbii)        | 3:1 (25:19, 23:25, 25:22, 25:17)        |
| 11     | 5.10.2021  | Nova hala sportova, Kraljevo              | Vojvodina NS seme Nowy Sad (Mistrz Serbii)                    | Ribnica Kraljevo (Zdobywca Pucharu Serbii)                | 3:1 (19:25, 26:24, 25:21, 25:21)        |
| 12     | 11.10.2022 | SPC Vojvodina, Nowy Sad                   | Partizan Efbet Belgrad (Zdobywca Pucharu Serbii)              | Vojvodina Nowy Sad (Mistrz Serbii)                        | 3:1 (21:25, 25:22, 25:22, 25:22)        |
| 13     | 12.10.2023 | Hala sportova, Kruševac                   | Vojvodina Nowy Sad (Finalista Pucharu Serbii)                 | Partizan Efbet Belgrad (Mistrz i zdobywca Pucharu Serbii) | 3:1 (25:20, 25:23, 21:25, 25:19)        |
| 14     | 28.09.2024 | Dvorana Smederevo, Smederevo              | Crvena zvezda Belgrad (Mistrz Serbii)                         | Vojvodina Mozzart Nowy Sad (Zdobywca Pucharu Serbii)      | 3:2 (20:25, 25:19, 25:18, 21:25, 15:7)  |

## Bilans klubów
| Klub                   | złoto | srebro |
| ---------------------- | ----- | ------ |
| Crvena zvezda Belgrad  | 6     | 2      |
| Vojvodina Nowy Sad     | 5     | 5      |
| Novi Pazar             | 2     | 0      |
| Partizan Belgrad       | 1     | 3      |
| Ribnica Kraljevo       | 0     | 2      |
| Mladi Radnik Požarevac | 0     | 1      |
| Radnički Kragujevac    | 0     | 1      |